# Pickfordiateuthis pulchella
Pickfordiateuthis pulchella är en bläckfiskart som beskrevs av Voss 1953. Pickfordiateuthis pulchella ingår i släktet Pickfordiateuthis och familjen kalmarer. Inga underarter finns listade i Catalogue of Life.